# Toril Førland
Toril Marit Førland (Oslo, 24 aprile 1954) è un'ex sciatrice alpina norvegese.

## Biografia
Sciatrice polivalente originaria di Bærum, la Førland ottenne il primo risultato di rilievo in Coppa del Mondo il 14 marzo 1970 sulle nevi di casa di Voss, giungendo 7ª in slalom speciale; due anni dopo partecipò agli Europei juniores di Madonna di Campiglio 1972, dove vinse la medaglia d'oro nello slalom gigante e quella d'argento nello slalom speciale, e agli XI Giochi olimpici invernali di Sapporo 1972: in quella sua unica presenza olimpica si classificò 11ª nella discesa libera, 17ª nello slalom gigante, 9ª nello slalom speciale e vinse la medaglia di bronzo nella combinata, disputata in sede olimpica ma valida solo ai fini dei Mondiali 1972.
In Coppa del Mondo colse il miglior piazzamento il 26 gennaio 1973 a Chamonix in slalom speciale (4ª) e l'ultimo piazzamento il 7 dicembre dello stesso anno a Val-d'Isère nella medesima specialità (9ª); ai successivi Mondiali di Sankt Moritz 1974 si classificò 8ª nella discesa libera, 8ª nello slalom speciale e 5ª nella combinata. Gli ultimi risultati della sua carriera agonistica furono le medaglie di bronzo vinte nella discesa libera, nello slalom speciale e nella combinata ai Campionati norvegesi 1975.

## Palmarès

### Mondiali
- 1 medaglia:
  - 1 bronzo (combinata a Sapporo 1972)

### Europei juniores
- 2 medaglie[1]:
  - 1 oro (slalom gigante a Madonna di Campiglio 1972)
  - 1 argento (slalom speciale a Madonna di Campiglio 1972)

### Coppa del Mondo
- Miglior piazzamento in classifica generale: 24ª nel 1973

### Campionati norvegesi
- 17 medaglie[senza fonte]:
  - 10 ori (slalom speciale, combinata nel 1971; slalom speciale, combinata nel 1972; discesa libera, slalom gigante, slalom speciale, combinata nel 1973; discesa libera, combinata nel 1974)[3]
  - 2 argenti (slalom gigante nel 1972; slalom speciale nel 1974)
  -  5 bronzi (discesa libera, slalom gigante nel 1971; discesa libera[senza fonte], slalom speciale[2], combinata[2] nel 1975)